# ثولوس (الهندسة المعمارية)

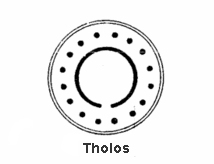
مخطط معبد ثولوس

ثولوس هو شكل من أشكال البناء؛ كان يستخدم على نطاق واسع في العالم الكلاسيكي. وهو عبارة عن بناء مستدير بجدار دائري وسقف، عادة ما يتم بناؤه على درجتين (منصة)، وغالبًا ما يكون بحلقة من الأعمدة تدعم سقفًا مخروطيًا أو مقببًا.
وهو مختلف عن المونبتاروس المكون من حلقة من الأعمدة الدائرية التي تدعم سقفًا من دون جدران. وبالتالي لا تحوي على سيلا (غرفة المقدِس الداخلية). يطلق على هذين النوعين من البناء أحيانًا اسم الروطن.
بنيت سلسلة كبيرة من المباني المستديرة أثناء تطور تقاليد العمارة الكلاسيكية وحتى العصور القديمة المتأخرة. سميت المباني ذات المخطط المستدير والمسقوفة باسم روتوندا (الروطن). شهد الثولوس الدائري من عصر النهضة وما بعده إحياءً مستدامًا، وغالبًا ما علته قبة، خاصة كعنصر معماري في المباني الأكثر اتساعًا.
لا ينبغي الخلط بين الثولوس وقبر خلية النحل، أو ما يسمى «مدفن الثولوس» في المصطلحات الجديدة، الذي يعد شكلًا مميزًا في اليونان ومناطق أخرى أواخر العصر البرونزي. ولكن بُنيت العديد من المدافن المستديرة والأضرحة، وخصوصًا لأباطرة الرومان.

## العالم الكلاسيكي

### اليونان
في العمارة اليونانية القديمة، استُخدم شكل الثولوس لبناء مجموعة متنوعة من المباني لأغراض مختلفة. بعضها كان معابد دائرية ذات تصميم محيطي يوناني أي محاط تمامًا بالأعمدة، لكن معظمها استُخدم لوظائف أخرى. بعضها الآخر كان مبتكرًا من الناحية المعمارية. وفقًا لإيه. دبليو. لورنس، فبحلول القرن الرابع قبل الميلاد، ولأن «وظائف المباني لم تكن دينية بالمطلق فقد أعطى هذا الأمر بعض الحرية وأعفى المباني من العادات التقشفية التي تحكم تصميم المعابد». لم يبق أي ثولوس يوناني على حاله باستثناء نصب تشوراجيك ليسيكراتس، إذ عرف معظمها عن طريق أساساتها الدائرية المميزة التي وجدت في التنقيب عن الآثار، وبعض أجزائه الأخرى التي وجدت في المواقع الأثرية.
يقع المبنى الكبير المعروف باسم «الثولوس» (وأيضًا باسم «المظلة») وسط مدينة أثينا، بالقرب من الأغورا، وكان بمثابة قاعة طعام للمجموعة التنفيذية للبويل، مجلس مؤلف من 500 شخص اختيروا عن طريق القرعة من عشر «قبائل» لإدارة الشؤون اليومية للمدينة، وكان المطبخ يقود إلى القاعة المستديرة الأساسية، وقد استخدم هذا المبنى أيضًا غرفة مناظرات لهذا المجلس أو بريتانيون. بلغ قطره 60 قدمًا، وبني عام 470 قبل الميلاد.
يوجد في الداخل ستة أعمدة تدعم السقف المخروطي الأصلي، ويبدو أن أجزاءه السفلية كانت مغطاة ببلاط مصنوع من الطين، ولربما غطيت الأجزاء العلوية بصفائح من البرونز مؤدية إلى قاعدة تمثال في القمة، كما هو الحال في تمثال فيليبيون. ولكن، يبدو أن هذا السقف قد دمرته النيران نحو عام 400 قبل الميلاد، واستبدل به سقف آخر مصنوع من صفائح برونزية. بني المبنى الأصلي بعد النهب الفارسي لمدينة أثينا (489 - 479 قبل الميلاد) بوقت قصير، وكان تصميمه «عاديًا للغاية»، بدون أعمدة خارجية، مما يظهر «التقشف الكامل في عملية بنائه».
يبلغ قطر ثولوس دلفي الشهير نحو 13.5 مترًا، ويعود تاريخه إلى 370-360 قبل الميلاد، ولكن وظيفته ما زالت غير واضحة، كان هناك 20 عمود من الطراز الدوري حول الجزء الخارجي، وعشرة أعمدة من الطراز الكورنثي حول الجزء الداخلي من الجدار مرتكزة على قاعدة حجرية منخفضة. كان المبنى «مزخرفًا أكثر مما كان يسمح به عادًة في المعابد». في الوقت الحالي، أعيد بناؤه في موقع التنقيب.
بجوار المعبد في حرم أسكليبيوس المقدس، يوجد ثولوس إبيدوروس «وهو أفضل ثولوس موجود وفقًا للرأي القديم». صممه النحات بوليكليتوس الأصغر نحو 360 قبل الميلاد، وبلغ قطره 220 مترًا، يحوي نقشًا يخبرنا بأن المبنى اسمه ثيميلا أو «مكان التضحية»، واستخدم النظام الكورنثي، الذي كان إبداعًا جديدًا في ذاك الوقت، لتصميم حلقة مكونة من 14 عمودًا في الداخل، وربما كانت النسخة «البهية الاستثنائية» لتيجان العمود نموذجًا مؤثرًا للمباني اللاحقة. ولعل الزهرة (أو «الوردة») أُدخلت إلى أعمدة الطراز الكورنثي بحيث تلمس هذه الزهرة ناصية تاج العمود في منتصف كل وجه من أوجه العمود. وبخلاف المعابد اليونانية، يحوي هذا الثولوس على نافذتين على الأقل تحيطان بالمدخل وربما كانتا ممتدين إلى الأعلى.
شُيد ثولوس آخر على الطراز الكورنثي وهو نصب تشوراجيك ليسيكراتس الصغير في أثينا نحو 334 قبل الميلاد، وهو أول مبنى باق يستخدم النظام الكورنثي من الخارج - إذ لم يكن هناك مبنى داخلي.
الفيليبيون الموجود في مدينة أولمبيا (335 قبل الميلاد) هو نصب تذكاري دائري مصنوع من الحجر الكلسي والرخام، يضم جزؤه الداخلي الضيق نوعًا ما، تماثيل الكريسليفانتين (مصنوعة من الذهب والعاج) التي تصور عائلة فيليب الثاني المقدوني: فيليب نفسه، والاسكندر الأكبر، وأولمبياس، وأمينتاس الثالث، ويوريديس الأول. كانت الأعمدة من الطراز الأيوني في الخارج، مع أنصاف أعمدة من الطراز الكورنثي في الداخل.
شيد أكبر ثولوس يوناني في مجمع معابد ساموثريس نحو 260 قبل الميلاد ولكن وظيفته غير معروفة. غالبًا ما يطلق عليه اسم أرسينويوم (أو أرسينويون، أو روتوندا أرسينوي) وذكرت إحدى النقوش أنه سمي بهذا الاسم تخليدًا لذكرى ملكة مصر البطلمية أرسينوي الثانية. كان الحرم مركزًا هلنستيًا عظيمًا للأسرار اليونانية الرومانية، ولكنه بحلول هذا العصر كان قد أصبح مزدحمًا بالمباني. بلغ قطر هذا الثولوس 20 مترًا (من أخفض درجة) وبلغ ارتفاعه 12.5 مترًا، عند إعادة تصوره، وهو ارتفاع الجزء السفلي من الجدار، أما الأعمدة فقد كانت صغيرة ولكنها ارتفعت عاليًا، إذ كان بالإمكان وضع نوافذ بينها. استُخدمت إحدى عمليات إعادة البناء العديدة التي اقترحها الباحثون أساسًا لبناء خزان أرلينغتون في ماساتشوستس في عشرينيات القرن العشرين، وهو برج لتخزين المياه بسعة 2,000,000 غالون. وشيد نصب بفراين سالو التذكاري (أربعينات القرن الثامن عشر) قرب مدينة كيلهايم في بافاريا بنفس الفكرة المعمارية.

### روما
أشهر مبنى روماني دائري مسقوف على الإطلاق هو البانثيون في روما. مع ذلك، فإنه يختلف اختلافًا حادًا عن مباني الثولوس الكلاسيكية الأخرى. إذ يُدخل إليه عبر واجهة للمعبد مسطحة الشكل كبيرة جدًا وهي عبارة عن رواق مكون من ثلاثة صفوف من الأعمدة بينما باقي الهيكل الخارجي عبارة عن جدار مصمت لا يحوي أية أعمدة أو نوافذ، لذلك فإن الشكل الدائري يكون محجوبًا عن الرؤية من الأمام حين يدخل الزائر، فيتفاجأ بالمساحة الدائرية الهائلة.
عادة ما تكون معابد الإلهة فيستا صغيرة ودائرية الشكل، ولكن لم تكن كل المعابد المستديرة مخصصة لها. سمى كتّاب ما بعد الكلاسيكية المباني الناجية الثلاث الأكثر شهرة، في روما أو بالقرب منها، باسم «معابد فيستا»، وقد سميت بهذا الاسم دون سبب واضح في حالتين من هذه الحالات الثلاث. يطلق على أحدهما الآن اسم معبد هرقل فيكتور، بينما ما زال المعبد الموجود في تيفولي يسمى باسم معبد فيستا وذلك لغياب الأدلة التي تؤكد تخصيصه لآلهة أخرى- لربما كان مخصصًا لعرافة تيبورتين. أما هوية معبد فيستا القريب من مدينة روما جانب بيت عذارى فستال فمؤكدة.